# Ares I–X
Az Ares I–X amerikai kísérleti rakétaindítás, melyet 2009. október 28-án hajtottak végre a tervezett Ares I hordozórakéta technológiai demonstrátorával. A szuborbitális repülésen a rakéta első fokozata a Space Shuttle űrrepülőgép egyik átalakított gyorsítórakétája volt (a későbbi Ares hordozórakéták első fokozata ennek egy megnövelt, a négy helyett öt szegmensből összeállított változata lesz). A második fokozat és a hasznos teher csak makett, melynek tömege és egyéb tulajdonságai megegyeznek a tervezett rakétáéval.
A repülés célja a tervezett Ares I rakéta legfontosabb tulajdonságainak kipróbálása, hasonlóan az 1960-as években használt Saturn I rakétákhoz, melyekkel az Apollo-programban használt Saturn V hordozórakéták rendszereit próbálták ki.
- A földi kiszolgálóeszközök kipróbálása
- A teljes rakéta stabilitásának ellenőrzése
- A két rakétafokozat szétválasztásának ellenőrzése
- Az újrafelhasználható első fokozat földet érésének és az ejtőernyő hatékonyságának ellenőrzése.

## Küldetés
A rakéta első alkatrésze, a második fokozat makettje utóbbi 2008 novemberében már megérkezett az összeszerelő üzembe, a teljes rakétát 2009 augusztusára szerelték össze. A rakéta indítása időben nagyon közel van az STS–129 küldetéséhez, a felszálláskor a közeli LC–39A indítóállványon álló Atlantis űrrepülőgépet veszélyeztetné. Emiatt felmerült, hogy a rakéta eredetileg tervezett október 30-i indítását november 12-16. között végzik el, de később inkább a korábbi, október 27-i indítás mellett döntöttek, mert az űrrepülőgép indítóállványát megrongáló baleset esélye a NASA által meghatározott 1:1000-nél jóval kisebb, 1:10 000. A rakétát október 20-án szállították ki a VAB-ból az LC–39B indítóállásra. A 27-i indítást különféle (elsősorban meteorológiai, de volt, hogy egy teherhajó került a rakéta által veszélyeztetett tengerrészre) okok miatt el kellett halasztani.

### A repülés

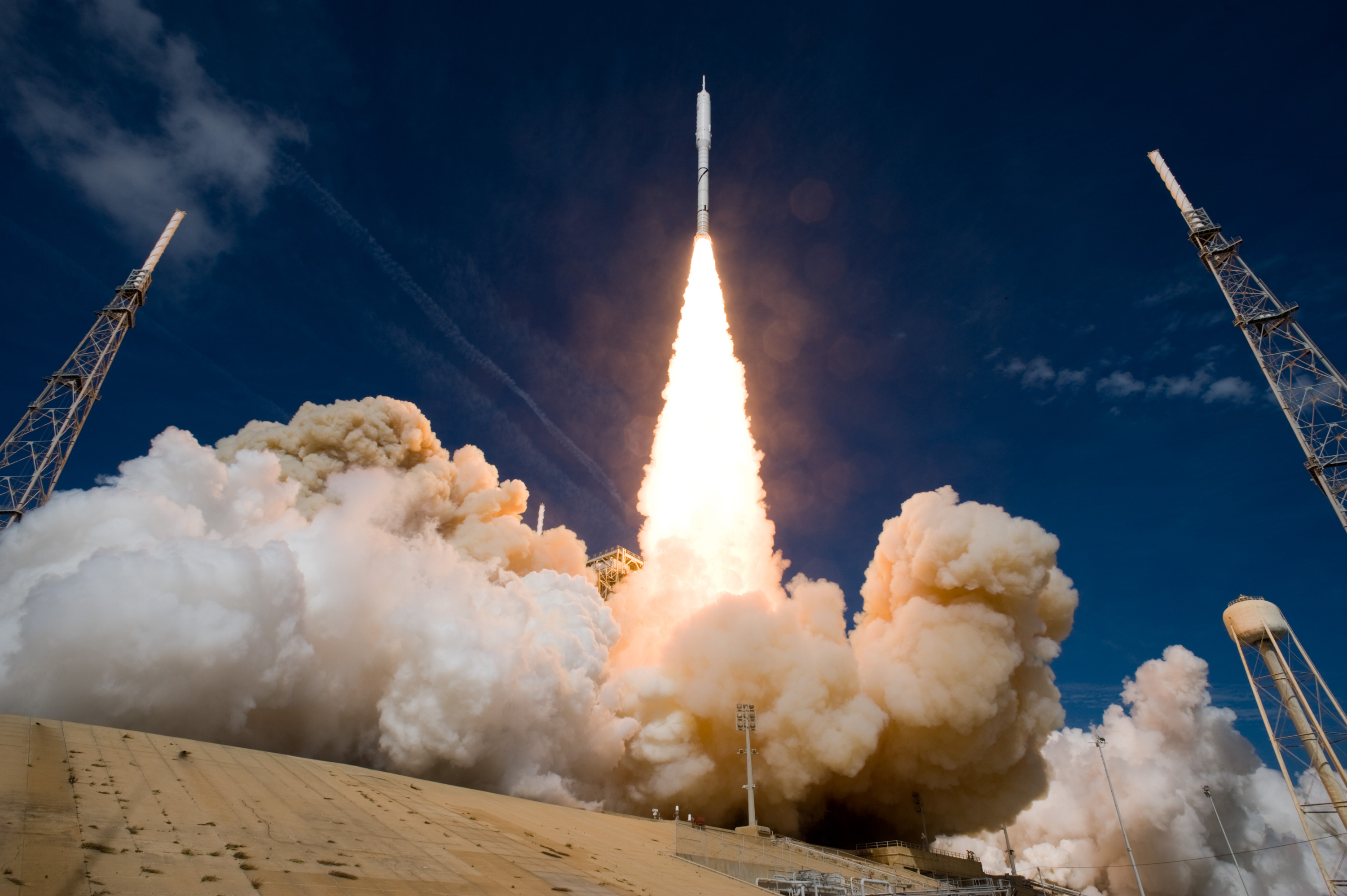
Az Ares I–X indítása

Az indításra október 28-án került sor. A repülést teljesen sikeresnek ítélték meg, apróbb problémák azért adódtak, az indítóállvány például megsérült az indításkor kicsapó forró gázok miatt. A rakétát ugyanis kicsit ferdén, az állványtól távolodva indították, emiatt az égéstermék-gázok viszont megperzselték az állványt, működésképtelenné téve többek között mindkét liftet, átégetve számos csővezetéket és tönkretéve az indítóállvány teljes informatikai rendszerét. Az állványt hosszú ideig nem fogják használni, amennyiben az Ares hordozórakéta-család megvalósul, alaposan átépítik a hasonló károk kordában tartására.
A szilárd hajtóanyagú első fokozat három fékernyője közül az egyik nem nyílt ki, és akadályozta egy másik ernyő működését, így csak egyetlenegy fékernyő tudta a feladatát zavartalanul ellátni. A vízbe csapódáskor emiatt a fokozat megsérült.